# Wire Swiss
Wire Swiss es una empresa tecnológica, financiada por el cofundador de Skype Janus Friis. Su sede está en Zug, Suiza y su centro de operaciones en Berlín, Alemania.
La empresa es conocida por desarrollar la aplicación Wire. Además, está enfocada en el rubro de la mensajería instantánea y de código abierto desarrollada por antiguos empleados de Skype, después de ser adquirida por Microsoft.

## Historia
Wire Swiss GmbH fue fundada a finales de 2012 por Jonathan Christensen (CEO), Alan Duric (CTO) y Priidu Zilmer (jefe de diseño), quienes anteriormente trabajaron para Skype y Microsoft. Jonathan Christensen fue cofundador de Camino Networks en 2005 junto a Alan Duric, quien cofundó también Telio. Camino Networks fue adquirido después por Skype, una división de Microsoft. 
El proyecto que se desarrolla en Suiza, empezó con un equipo de 50 personas, con la asesoría de Janus Friis, que junto a él en este proyecto hay ex empleados de Apple, Skype, Nokia y Microsoft.
Antes de salir de Skype Jonathan fue responsable en portar Skype a otras plataformas como televisiones con Internet y decodificadores para TV, mientras que Zilmer fue jefe de diseño de Skype y Vdio.
La compañía lanzó la aplicación Wire el 3 de diciembre de 2014. Poco después de su lanzamiento, la compañía aclaró en su sitio web que los mensajes y el historial podrían ser leídos solo por los participantes de conversación. En agosto de 2015, la compañía incorporó el cifrado de extremo a extremo para llamadas en grupo. En marzo de 2016 la empresa extendió el cifrado de extremo a extremo para los mensajes, anteriormente cifrados de cliente a servidor. En julio de 2016 Wire Swiss GmbH liberó el código de fuente de las aplicaciones cliente bajo licencia GPLv3 con algunas condiciones, como el buen uso de los servidores sin alterar el funcionamiento de los mismos.
Fue nominado a los The Europa Adwards de ese año como mejor startup de tecnología móvil.
En octubre de 2016 creció  la cantidad de colaboradores a 200, proveniente de todas partes el mundo. La cantidad de usuarios de la aplicación alcanzó los 5 millones, siendo Alemania el país con mayor crecimiento en el mes de septiembre. En ese mes, los desarrolladores participaron en un evento tecnológico de Deutsche Bank.

## Productos

### Wire
Wire es la aplicación principal de mensajería para intercambiar texto, voz, foto, vídeo, geolocalización y mensajes de audio. También se comparten archivos hasta 25 MB, y pings para avisarlos. Es capaz de realizar llamadas de audio y video, notificar de suplantación de contactos (siempre que sea verificado con antelación).
Desde enero de 2017 Wire estableció una política comprensible para todos. Una de las cláusulas es la estrategia para evitar la minería de datos. Los mensajes son almacenados por un mes e indicados con "enviado" y "recibido". Opcionalmente, el usuario puede colaborar en el análisis sobre el funcionamiento de la aplicación.

### Wire para empresas
En 2016 se planeó una versión Wire para plataformas corporativas sin ánimo de explotarlas. En diciembre del mismo año Alan Duric, CTO de Wire Swiss, confirmó que los servidores serán de código abierto a pesar de que no fue planeado desde el principio.